# JD 매크레리
JD 매크레리(영어: JD McCrary, 2007년 7월 18일 ~ )는 미국의 가수겸 배우이다. 디즈니 실사영화 《라이온 킹》에서 어린 심바 역을 연기했다.